# Ville rouge (architecture)
Pour les articles homonymes, voir ville rouge.
Le terme de ville rouge, qu'emploient les historiens à propos d'architecture fut inventé par André Duchesne pour désigner les villes de Bourges, de Lyon, du Mans et de Limoges. Il en fait pour la première fois état dans Les Antiquités et recherches des villes, châteaux, &c., de toute la France (Paris, 1609)

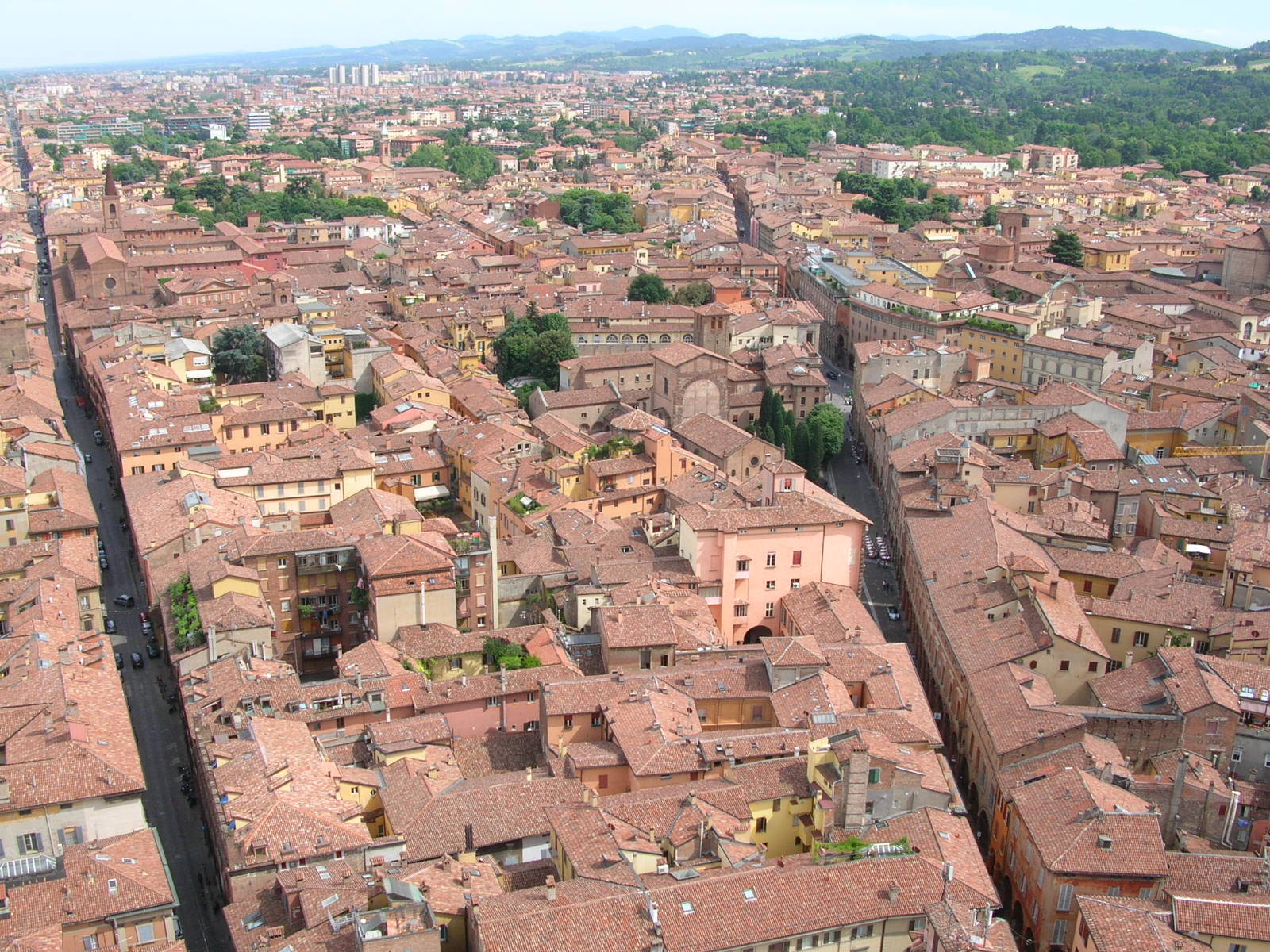
Bologne "La Rossa"

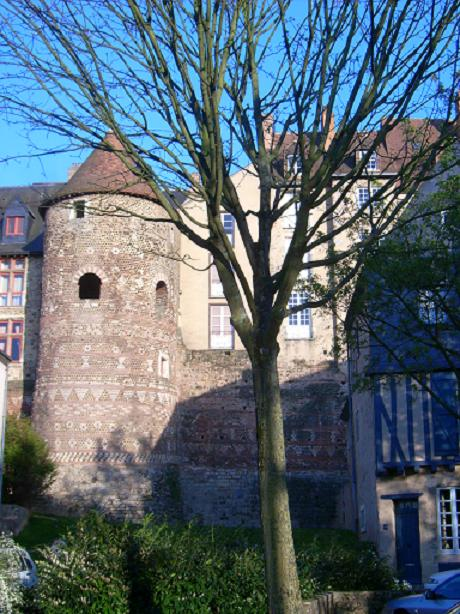
La tour du Vivier de la muraille du Mans

Cette appellation n'est pas courante, le livre d'Amans-Alexis Monteil, Histoire des Français des divers États, ou Histoire de France aux cinq derniers siècles de 1858 y fait référence. À vrai dire, il est principalement utilisé aujourd'hui pour désigner l'Enceinte romaine du Mans. Cela vient du fait qu'elle est la seule de ces villes à avoir pu garder son patrimoine architectural à un tel niveau de conservation. 
La méthode de construction romaine en brique, donc effectivement de couleur rouge, pour les bâtiments civils tels que thermes, basiliques mais également temples, fanums, immeubles d'habitation, est souvent complétée d'un enduit de ton ocre rouge.
Les enceintes, conçues en maçonnerie de pierre locale (le plus souvent du calcaire), sont renforcées de diverses autres matières notamment en briques et en grès roussard concernant la cité du Mans.

## Quelques villes rouges
- Albi, pour la couleur de sa cathédrale.
- Bourges
- Le Mans pour sa muraille romaine en grès.
- Limoges ("rouge" à partir de 1848, au moment de la Révolution ouvrière à Limoges).
- Lyon
- Marrakech
- Montauban
- Rennes
- Timimoun, pour l'argile de ses bâtiments.
- Toulouse, pour le titre du livre d'Armand Pravieil, La ville rouge, Toulouse, capitale du Languedoc, 1933. Toulouse se voit aussi qualifiée de ville rose.